# Габріель Відаль
Габріель Відаль (ісп. Gabriel Vidal, нар. 5 жовтня 1969, Пальма) — іспанський футболіст, що грав на позиції півзахисника, зокрема за «Мальорку».
Олімпійський чемпіон 1992 року.

## Клубна кар'єра
У дорослому футболі дебютував 1988 року виступами за команду «Мальорка» з рідної Пальми, в якій провів вісім сезонів, п'ять з яких у Сегунді і три — у Прімері.
Згодом з 1996 по 2003 рік грав за «Леганес», «Хетафе», «Сьюдад де Мурсія» та «Гранаду».
Завершував ігрову кар'єру у команді «Атлетіко Балеарес», за яку виступав протягом 2003—2004 років.

## Виступи за збірну
У другій половині 1980-х грав за юнацькі збірні Іспанії.
1992 року у складі олімпійської збірної Іспанії був учасником домашніх для іспанців Олімпійських іграх 1992 року, на яких вони здобули «золото».

## Титули і досягнення
- Чемпіон Європи (U-16): 1986
- Олімпійський чемпіон (1):

Іспанія: 1992